# Tonight’s Decision
| Оценки критиков | Оценки критиков |
| Источник        | Оценка          |
| --------------- | --------------- |
| Allmusic        | [ 2 ]           |

Tonight’s Decision — четвёртый полноформатный студийный альбом шведской группы Katatonia, выпущенный в 1999 году на Peaceville Records. Альбом был переиздан в 2003 с двумя бонус-треками.

## Список композиций
Слова и музыка всех песен — принадлежат Нюстрёму и Ренксе, исключая где указано.
| №                   | Название                                         | Длительность |
| ------------------- | ------------------------------------------------ | ------------ |
| 1.                  | «For My Demons»                                  | 5:47         |
| 2.                  | «I Am Nothing»                                   | 4:37         |
| 3.                  | «In Death, a Song»                               | 4:51         |
| 4.                  | «Had to (Leave)»                                 | 6:03         |
| 5.                  | «This Punishment»                                | 2:46         |
| 6.                  | «Right into the Bliss»                           | 5:04         |
| 7.                  | «No Good Can Come of This»                       | 4:24         |
| 8.                  | «Strained»                                       | 4:15         |
| 9.                  | «A Darkness Coming»                              | 5:01         |
| 10.                 | «Nightmares by the Sea» (Кавер Джеффа Бакли)     | 4:15         |
| 11.                 | «Black Session»                                  | 7:01         |
| 12.                 | «No Devotion» (Бонус-трек переиздания 2003 года) | 4:48         |
| 13.                 | «Fractured» (Бонус-трек переиздания 2003 года)   | 5:52         |
| Общая длительность: | Общая длительность:                              | 66:54        |

## Участники записи

### Katatonia
- Йонас Ренксе — вокал
- Андерс Нюстрём — гитара, клавишные, бэк-вокал
- Фредрик Норрман — гитара, бас-гитара
- Дан Сванё — сессионные ударные

### Дополнительные участники
- Микаэль Окерфельдт — дополнительный вокальный продакшн
- Трэвис Смит — обложка, дизайн, макет
- Пол Лоусби — менеджмент
- Миа Лорентсон — мастеринг
- Йоаким Петтерсон — инжиниринг
- Томас Скогсберг — инжиниринг
- Камилла Аф Гейерстам — фотография
- Мартин Бенцик — помощник по фотографии
- Брэд Гилсон Дж. — фотография